# SV Absam
Der SV Absam ist ein österreichischer Fußballverein aus der Gemeinde Absam im Bezirk Innsbruck-Land in Tirol und wurde 1961 gegründet. Der Sportverein spielte in der Saison 1978/79 in der Alpenliga, einer Liga der damaligen dritten österreichischen Spielklasse.

## Geschichte
Die Gründungsmitglieder waren Absamer Persönlichkeiten, wie  Kooperator Josef Tiefenthaler, KAJ-Jugendführer Peter Steindl, Gemeindesekretär Franz Mayr oder Schullehrer Vinzenz Fintl. Man hielt im Gasthof Bogner eine Versammlung ab, die zur Gründung vom SV Absam führte. Als erster Obmann wurde Fintl gewählt, der sich um eine Errichtung der Sportanlage kümmerte. Der Verein spielte in dieser Zeit entweder in Thaur oder in Hall, bis 1964 eine Sportanlage auf der ehemaligen Strasser-Schottergrube errichtet wurde. Viele Absamer Fußballer kehrten in ihre Gemeinde zurück und stiegen unter Spielertrainer Robert Auer sen. in die nächsthöhere Liga auf. Unter Franz Mayr wurde dem Verein ein zweiter Fußballplatz zur Verfügung gestellt, auf dem weitere Schüler- und Jugendmannschaft trainieren konnten. Nach Mayr übernahm Hubert Garzaner die Führung des Vereins und der Verein feierte einen Erfolg nach dem anderen, wurde 1963 unter Trainer Hans Kornprobst Tiroler Meister und stieg in die Alpenliga auf. Nach dieser erfolgreichen Saison wählte die Vereinsführung Josef Taschler als neuen Obmann, der die Sportanlage auch für andere Sportarten ausbauen ließ und großen Wert auf die Nachwuchsarbeit legte. 1990 löste Josef Mair Taschler als Obmann ab und sorgte in seiner Amtszeit dafür, dass der Sportverein mit dem SV Hall einen Kooperationsvertrag für den Nachwuchs abschloss. Mit dem Obmann Franz Reimair gelang 1998 dem Verein der Aufstieg in die Landesliga. Bei der Generalversammlung 2000 wurde Fritz Würtenberger als Obmann gewählt, ihm folgte 2016 Peter Fischer.
Obmänner
| - 1961–1966: Vinzenz Fintl - 1966–1968: Franz Mayr - 1968–1978: Hubert Garzaner - 1979–1990: Josef Taschler - 1990–1994: Josef Mair | - 1994–2000: Franz Reimair - 2000–2016: Fritz Würtenberger - seit 2016: Peter Fischler |

## Titel und Erfolge
- 1 × Drittligateilnahme (Alpenliga): 1979
- 1 × Meister der Tiroler Liga: 1978